# Benzoato 1,2-diossigenasi
La benzoato 1,2-diossigenasi è un enzima appartenente alla classe delle ossidoreduttasi, che catalizza la seguente reazione:
benzoato + NADH + H+ + O2 ⇄ 1,2-diidrossicicloesa-3,5-diene-1-carbossilato + NAD+
L'enzima è una flavoproteina contenente attività reduttasica ferro-zolfo (FAD) ed ossigenasica (sempre ferro-zolfo). Esso richiede Fe2+.